# Eddie Tolan
Thomas Edward „Eddie” Tolan (ur. 29 września 1908 w Denver, zm. 31 stycznia 1967 w Detroit) – amerykański lekkoatleta sprinter, dwukrotny mistrz olimpijski.

## Przebieg kariery
Podczas studiów na University of Michigan w 1929 ustanowił rekord świata w biegu na 100 jardów wynikiem 9,5 s. Do 1932 zwyciężył kilkakrotnie w mistrzostwach USA (AAU). Podczas amerykańskich kwalifikacji olimpijskich zajął 2. miejsce w biegu na 100 m i 200 m za Ralphem Metcalfe, ale podczas Igrzysk Olimpijskich w Los Angeles zwyciężył na obu dystansach, przy czym na 100 m Tolan i Metcalfe mieli taki sam czas 10,38 s (wyrównany rekord świata). Tolan i Metcalfe nie wystąpili w amerykańskiej sztafecie 4 × 100 m, która zdobyła złoty medal na tych igrzyskach.
Tolan był 7-krotnym rekordzistą świata w biegu na 100 m - do 10,3 (10.38) w 1932. Uprawiał również futbol amerykański. Po Igrzyskach w 1932 zakończył karierę sportową. Przez jakiś czas występował w wodewilach, a potem pracował jako nauczyciel. Zmarł na atak serca w wieku 59 lat.

## Rekordy życiowe
źródło:
- 100 m – 10,38 s. (1932)
- 200 m – 20,9 s. (1931)